# Hybognathus
El género Hybognathus son peces ciprínidos de agua dulce incluidos en el orden Cypriniformes, distribuidos por América del Norte.

## Hábitat
Su hábitat natural es bentónico de clima templado a subtropical, habitando la zona inferior de lagunas pantanosas, generalmente sobre la arena. Se alimentan de fitoplancton, zooplancton y probablemente pequeños insectos.
Son ovíparos, depositando las larvas que nacen sobre el sustrato.

## Especies
Existen 7 especies agrupadas en este género:
- Género Hybognathus:
  - Hybognathus amarus (Girard, 1856) - Carpa Chamizal
  - Hybognathus argyritis (Girard, 1856)
  - Hybognathus hankinsoni (Hubbs, 1929)
  - Hybognathus hayi (Jordan, 1885)
  - Hybognathus nuchalis (Agassiz, 1855)
  - Hybognathus placitus (Girard, 1856)
  - Hybognathus regius (Girard, 1856)